# مورتة
المورتة أو المورته هي بقايا دهنية مالحة تترسب في قاع الوعاء أثناء صنع السمن البلدي من الزبدة. غالبًا ما تؤكل مع الخبز العربي كطبق بحد ذاتها أو تستخدم في صنع أطباق أخرى. تشتهتر المورتة كطبق فلاحي في الأرياف المصرية خاصة الدلتا كما وأنها تستخدم في صنع المش من خلال اضافتها إلى جبنة القريش وخلطها مع الشطة.
أصل المصطلح يعود إلى اللغة السنسكريتية.